# 混蛋解散

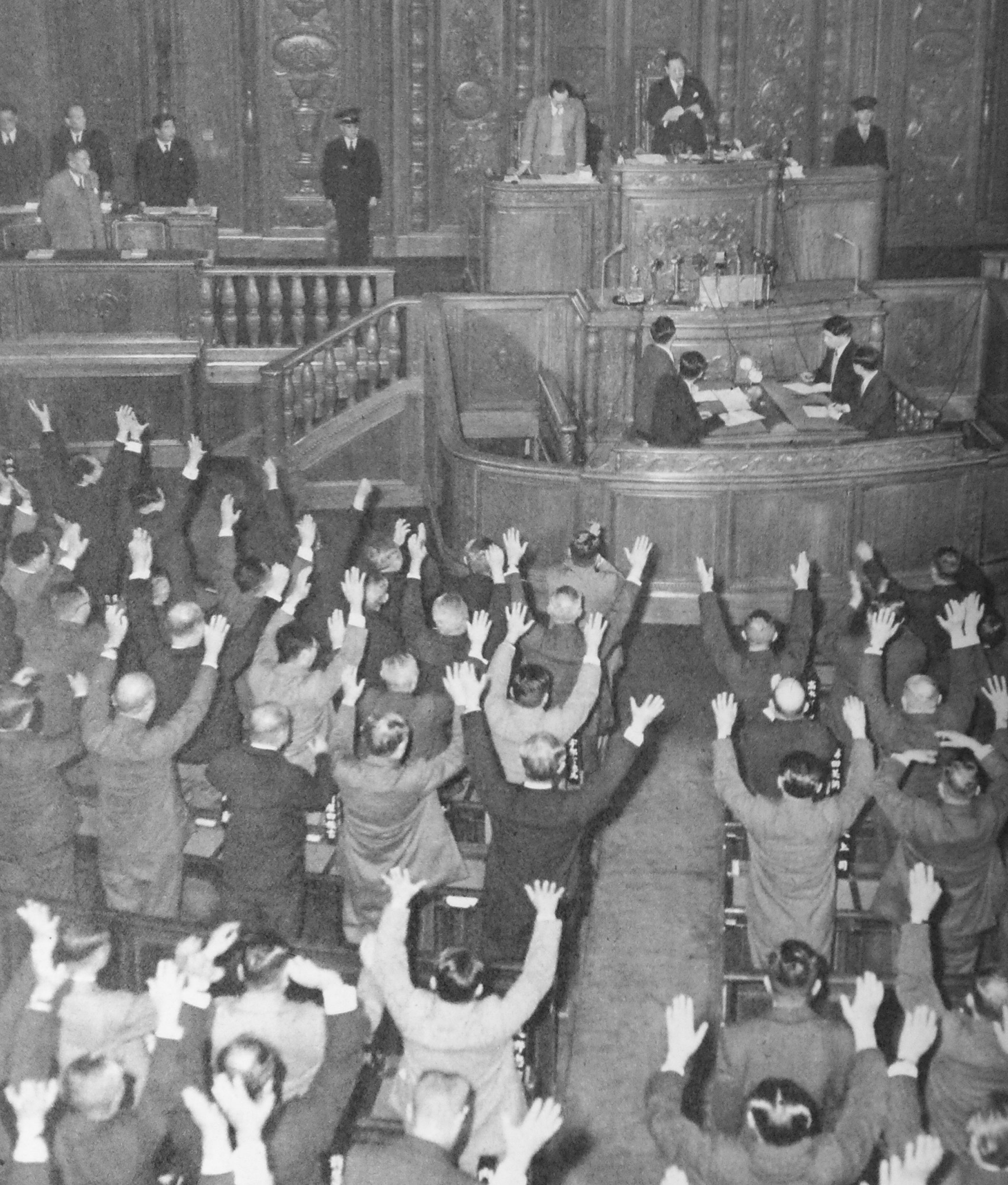
众议院宣布解散之后，全场议员三呼“万岁”。

混蛋解散（日语：／ Bakayarō kaisan */?）是对1953年3月14日日本眾議院解散的俗称，因時任首相吉田茂數日前在國會質詢時暗爆粗口而得名。此次解散導致日本眾議院第26屆議員總選舉提前舉行。

## 过程

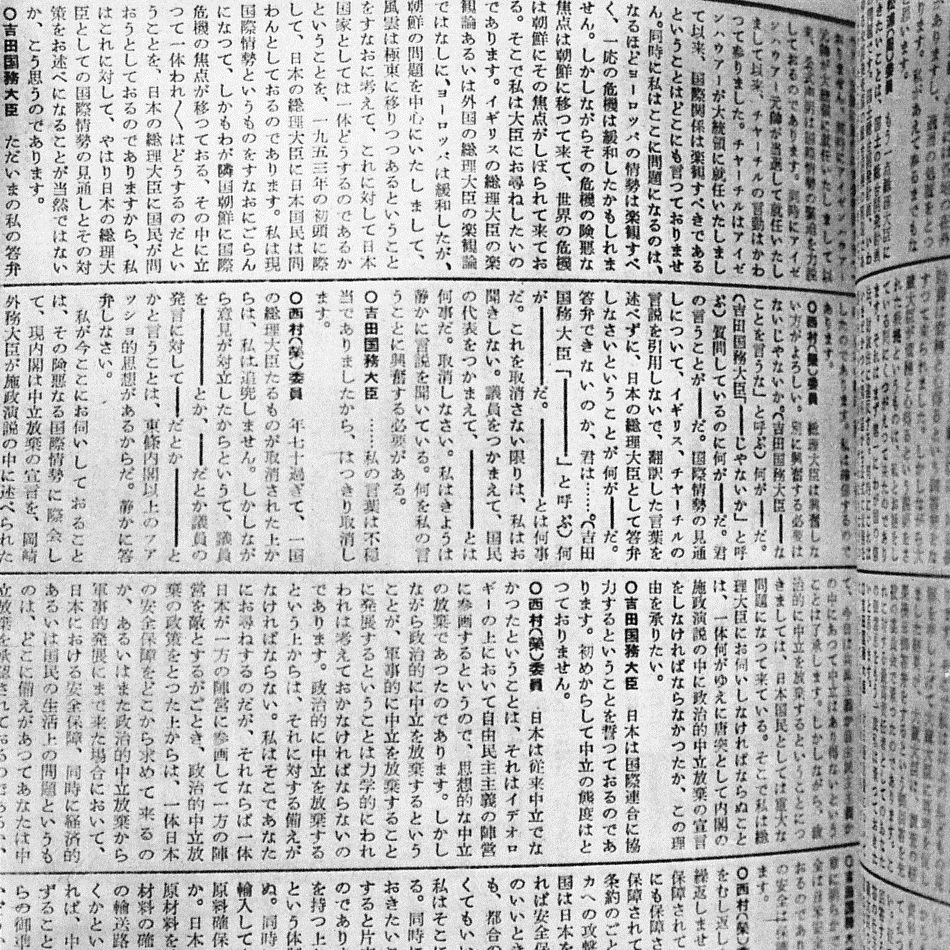
日本众议院预算委员会会议记录中的相关内容，其中“混蛋”（バカヤロー）一词被长线条代替。

1953年2月28日，时任日本首相吉田茂於眾議院预算委员会接受社会党右派议员西村荣一質詢時，被强力抨击并要求日本的外交政策不要完全听命美英两国，要有独立自主的意见。而后两人发生激烈的口角争执，最后吉田于情绪激动之下脱口大骂“混蛋”，导致众议院全体议员不满。
1953年3月14日，众议院以微弱优势（229票赞成、218票反对）通过内阁不信任案；在此情况下，众议院于当天解散。本次是吉田茂第四次、也是最后一次解散众议院，吉田在此次解散的眾議院改選後第5度組閣，至隔年底卸任並淡出政壇。

### 质询及应答
- 西村荣一：「总理大臣前几天在施政演说中称“国际形势堪称乐观”，请问有何依据？」
- 吉田茂：「我也只是说『堪称』乐观。我们已经远离了战争，美国总统和英国首相都这样说过，我也深信不疑。（下略）」
- 西村：「我刚刚问的是日本国总理大臣，并不是在问英国首相，也不是他的翻译。（中略）英国首相如何看待国际形势那是英国首相的事，外国首相如何看待国际形势那是外国首相的事。（中略）现在是日本国总理大臣接受日本国民的质问。（中略）我认为总理大臣应该做出自己对于国际形势的看法。」
- 吉田：「我刚才回答的，就是日本国总理大臣的看法，这一点我可以确定。」
- 西村：「总理大臣还是不要这么兴奋比较好，这么兴奋没必要。」
- 吉田：「说话不要这么无礼！」
- 西村：「哪里无礼？」
- 吉田：「这不是无礼？」
- 西村：「我的质问哪里无礼？你说的话才是无礼！（中略）翻译的话就不要说了，和日本国总理大臣答辩有什么无礼的！难道你不回答，你……」
- 吉田：「混蛋……」
- 西村：「什么混蛋！混蛋是怎么回事！（下略）」[4][5]

事后西村荣一表示，吉田茂會罵「混蛋」，完全在他的意料之中，西村充分掌握了他性格上的弱點，并且在平常就給他敵意的暗示與刺激，最後使他無法忍受而爆粗。